# Cajarc
Cajarc es una población y comuna francesa, situada en la región de Mediodía-Pirineos, departamento de Lot.
La ruta del Camino de Santiago de Le Puy pasa por Faycelles en dirección a Ostabat-Asme, donde confluye con los Caminos de Tours y de Vézelay. El tramo de 22,5 km del Camino de Le Puy entre Faycelles y Cajarc está incluido en el bien cultural "Los Caminos de Santiago en Francia", inscrito en 1998 en la lista de Patrimonio de la Humanidad de la Unesco.

## Demografía
| 1020 | 1044 | 1028 | 1059 | 1033 | 1114 |
| Para los censos de 1962 a 1999 la población legal corresponde a la población sin duplicidades (Fuente: INSEE [Consultar]) |      |      |      |      |      |